# Jonas Jonsson
Pour les articles homonymes, voir Jonsson.
Jonas Jonsson, né le 27 octobre 1903 à Bollnäs et mort le 12 janvier 1996 à Norrköping, est un tireur sportif suédois.

## Palmarès

### Jeux olympiques
- 1948 à Londres
  -  Médaille de bronze en 50m carabine trois positions [1]